# 底井野村
底井野村（そこいのむら）は、福岡県遠賀郡にあった村。

## 沿革
- 1889年（明治22年）4月1日 - 町村制施行に伴い遠賀郡中底井野村・上底井野村・垣生村・鞍手郡下大隈村の区域をもって遠賀郡底井野村が成立。
- 1932年（昭和7年）3月1日 - 中間町へ編入。同日底井野村廃止。